# تسوجوكو أميرة تاكامادو

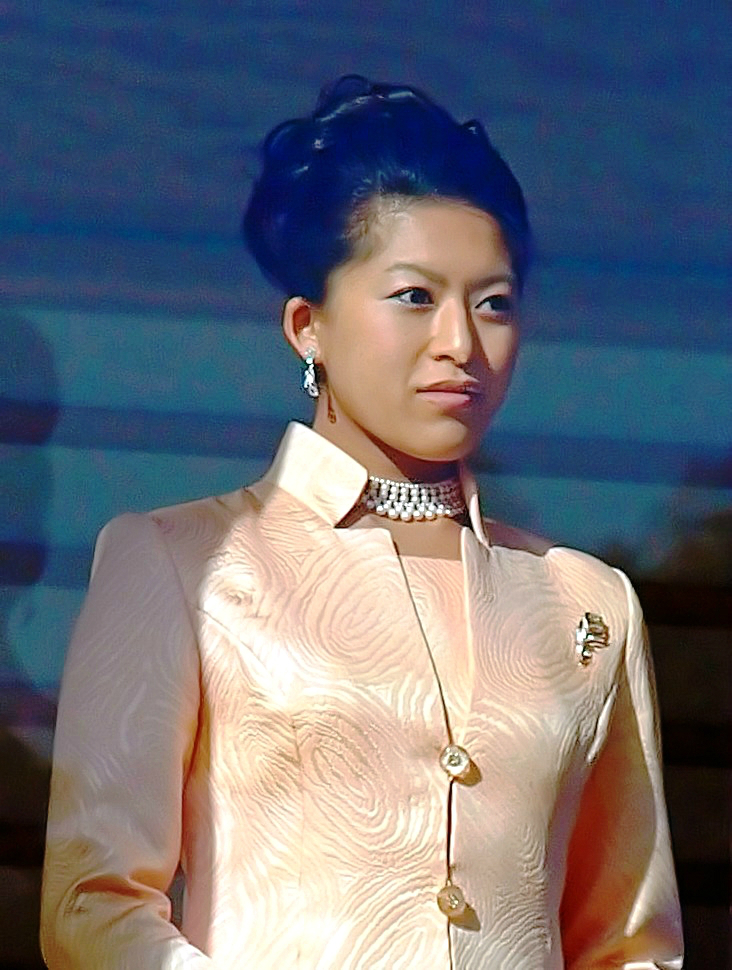
تسوجوكو أميرة تاكامادو.

تسوجوكو أميرة تاكامادو (8 مارس 1986) أحد أعضاء العائلة الإمبراطورية اليابانية والابنة البكر لنوريهيتو أمير تاكامادو وهيساكو أميرة تاكامادو.